# Консерватория Сан-Франциско
Консерватория Сан-Франциско (англ. San Francisco Conservatory of Music) — американская консерватория, расположенная в Сан-Франциско. Основана в 1917 году как фортепианная школа Ады Клемент, в 1923 году получила название консерватории. Значительный подъём профессиональный репутации консерватории связан с работой в ней в 1924—1930 годах выдающегося композитора Эрнеста Блоха — в этот период в консерваторию, в частности, был принят один из наиболее знаменитых её студентов, Айзек Стерн.
Консерватория Сан-Франциско первым из высших музыкальных учебных заведений США ввела в учебную программу курсы этномузыковедения и азиатской музыки, а также первой начала выпускать исполнителей, специализирующихся на классической гитаре.

## Руководители консерватории
- Ада Клемент и Лилиан Ходжхед (1917—1925)
- Эрнест Блох (1925—1930)
- Ада Клемент и Лилиан Ходжхед (1930—1931)
- Алберт Элкус (1951—1957)
- Робин Лауфер (1957—1966)
- Милтон Залкинд (1966—1991)
- Колин Мёрдок (с 1992 г.)

## Известные преподаватели
- Джон Адамс
- Адольф Баллер
- Наум Блиндер
- Аксель Штраус
- Миша Эмори

## Известные выпускники
- Грэм Дженнингс
- Айзек Стерн
- Джон Адамс
- Иегуди Менухин
- Джордж Дюк